# Военно-морские силы Республики Вьетнам
Военно-морские силы Республики Вьетнам (вьет. Hải quân Việt Nam Cộng hòa) — один из видов вооруженных сил Республики Вьетнам, существовавших с 1955 по 1975. На первом этапе состоял из кораблей и лодок Франции.

## Организационная структура

### Командование флота
Командование флота ВМС РВ отвечало за готовность кораблей и судов было непосредственно подотчетно начальнику военно-морских операций ВНН. Командующий флотом планировал несение кораблями службы в прибрежных зонах, речных районах и специальной зоне Рынгшак (часть мангрового леса Канзё). Все корабли командования флота базировались в Сайгоне и, как правило, возвращались туда после боевого применения. Во время выполнения задач оперативное управление кораблями осуществлял командир соответствующей зоны или района. Было определено пять районов (с соответствующими портами, из которых работали корабли):
- I прибрежная зона — Дананг
- II прибрежная зона — Нячанг / Куинён
- III прибрежная зона — Вунгтау / Кантхо / Тяудык
- IV прибрежная зона — Антхой / Фукуок
- Специальная зона Рынгшак — Нябе

### Флотилии
ВМС РВ был организован в две флотилии: патрульная флотилия и транспортная флотилия. Первая состояла из патрульных кораблей, организованных в четыре эскадры. Применялись корабли классов LSSL и LSIL, которые обычно действовали только в речных районах или в специальной зоне Рынгшак, хотя иногда применялись и в прибрежных зонах. Обстановка требовала, чтобы в каждый момент времени было развёрнуто не менее половины патрульной флотилии. За одно патрулирование корабль обычно проводил 40-50 дней в море. Патрульные корабли, предназначенные для речных районов, обеспечивали огневую поддержку, патрулировали основные водные пути в речных районах и обеспечивали охранение конвоев на реке Меконг до границы с Камбоджей.
Вторая флотилия состояла из транспортных кораблей, разделенных на две эскадры, и обеспечивала снабжение военно-морские части и базы Южного Вьетнама. Транспортные корабли находились под общим управлением командующего флотом и под оперативным контролем заместителя начальника штаба по материально-техническому обеспечению, который выполнял приказы Центрального транспортного командования Объединенного генерального штаба.

### Обучение
Обучением персонала занимались Учебное бюро, расположенное в штаб-квартире ВМС РВ, и учебные центры, находившиеся в Сайгоне, Нячанге и бухте Камрань.

### Сайгонская военно-морская верфь
Верфь площадью 230 тыс. м², расположенная на юго-западном берегу реки Сайгон в 48 км от Южно-Китайского моря, представляла собой крупнейший промышленный комплекс в Юго-Восточной Азии. В 1969 году на верфи работало 1800 человек. Верфь была создана французами в 1863 году в качестве основной базы ремонта и снабжения. Верфь выполняла ремонт и модернизацию кораблей, позволяя ВМС РВ постоянно патрулировать побережье.

## История боевых операций
В 1964 году десантный корабль ВМС Республики Вьетнам подорвался на вьетконговской мине.

### Уничтожение
Весной 1975 года в ходе наступления Северного Вьетнама Военно-морские силы Республики Вьетнам были полностью уничтожены, было потеряно более 1500 боевых кораблей и катеров. Сотни из них достались коммунистам в качестве трофеев.